# Житинени
Житинени (на македонска литературна норма: Житинени; на албански: Zhitineni) е село в Северна Македония, в Община Вапа (Център Жупа).

## География
Селото е разположено в областта Жупа в северозападните склонове на планината Стогово.

## История
В XIX век Житинени е помашко село в Дебърска каза на Османската империя. В „Етнография на вилаетите Адрианопол, Монастир и Салоника“, издадена в Константинопол в 1878 година и отразяваща статистиката на населението от 1873 година, Житанани е посочено като село с 15 домакинства, като жителите му са 38 помаци.
Според статистиката на Васил Кънчов („Македония. Етнография и статистика“) в 1900 Житинени има 232 жители българи мохамедани.
На Етнографската карта на Битолския вилает на Картографския институт в София от 1901 година Житиняни е чисто помашко (българомохамеданско) село в Дебърската каза на Дебърския санджак с 60 къщи.
В 1915 година, по време на Първата световна война, селото е анексирано от Царство България. Към 1 март 1916 година Житинане е част от Парешката община на българската Дебърска околия.
На етническата си карта на Северозападна Македония в 1929 година Афанасий Селишчев отбелязва Житиняни като българско село.
Според преброяването от 2002 година селото има 537 жители.
| Националност | Всичко |
| македонци    | 0      |
| албанци      | 1      |
| турци        | 536    |
| роми         | 0      |
| власи        | 0      |
| сърби        | 0      |
| бошняци      | 0      |
| други        | 0      |